# Baseball 2000
Baseball 2000, ou Microsoft Baseball 2000 sur sa version PC, est un jeu vidéo de sport, édité par Microsoft Corporation et publié en 1999 sur Microsoft Windows et console PlayStation.

## Accueil
Dans son ensemble, le jeu est bien accueilli par la presse spécialisée. Le Gaming Entertainment Monthly explique que « Microsoft Baseball 2000 est comme un rendez-vous, il y a tout ce qu'on peut désirer : les bonnes sensations, les conversations, et du bon temps, mais on ne sait pas pourquoi, on ne "sent" pas comme il faut, et finalement on s'arrête. À la fin, il manquait cet extra qui fait que tout jeu de sports peut être amusant. » Ryan Mac Donald de GameSpot attribue à la version PlayStation du jeu une note de 4,6 sur 10, décrivant le jeu comme « pas impressionnant » et fustigeant des graphismes « au look poli » et ses contrôles « simples, presque ennuyeux ». Cependant, son collègue Michael E. attribue une bien meilleure note à la version PC (6,9 sur 10).